# IC 3012
IC 3012 је спирална галаксија у сазвјежђу Дјевица која се налази на листи објеката дубоког неба у Индекс каталогу.
Деклинација објекта је + 11° 10' 37" а ректасцензија 12h 8m 23,9s. Привидна величина (магнитуда) објекта IC 3012 износи 14,3 а фотографска магнитуда 15,1. IC 3012 је још познат и под ознакама CGCG 69-61, NPM1G +11.0305, PGC 38546.